# Stenoptilia islandicus
Stenoptilia islandicus là một loài bướm đêm thuộc họ Pterophoridae. Loài này có ở Iceland, Scotland, Nauy, Thụy Điển, Phần Lan và miền bắc Nga.
Sải cánh dài 17–19 mm. Con trưởng thành bay vào tháng 6 và tháng 7.
Ấu trùng ăn các loài the flowers và seeds của Saxifraga, bao gồm Saxifraga oppositifolia và Saxifraga aizoides.